# کولبروکدیل
کولبروکدیل (به انگلیسی: Coalbrookdale) یک روستا در بریتانیا است که در The Gorge واقع شده‌است.